# Equeefa cedara
Equeefa cedara är en insektsart som beskrevs av Pieter D. Theron 1986. Equeefa cedara ingår i släktet Equeefa och familjen dvärgstritar. Inga underarter finns listade i Catalogue of Life.